# Mathrafal Castle
Mathrafal Castle är ett slott i Storbritannien.   Det ligger i kommunen Powys och riksdelen Wales, i den södra delen av landet, 250 km nordväst om huvudstaden London. Mathrafal Castle ligger 99 meter över havet.
Terrängen runt Mathrafal Castle är kuperad åt nordväst, men åt sydost är den platt. Mathrafal Castle ligger nere i en dal. Runt Mathrafal Castle är det ganska tätbefolkat, med 60 invånare per kvadratkilometer. Närmaste större samhälle är Welshpool, 9,9 km öster om Mathrafal Castle. Trakten runt Mathrafal Castle består i huvudsak av gräsmarker.